# 行平次雄
行平 次雄（ゆきひら つぎお、1931年8月19日 - 2010年4月1日）は日本の実業家。山一證券の社長・会長、日本証券業協会会長等を歴任。「山一のドン」と評された。

## 来歴・人物
旧関東州の旅順で生まれる。旧制奉天第一中学校在学中に終戦を迎え、両親と共に福岡県豊前市へ引き揚げる。
1955年に一橋大学法学部卒業、山一證券入社。入社後、投資信託本部に所属し、行平の前に社長を務めた植谷久三、横田良男の2人の下で働く。同じ本部には後に三木淳夫も配属された。一時、証券団体協議会専門調査員に出向、日興證券の岩崎琢弥など、後に四大証券の幹部となる人々と机を並べて仕事をした。
証券団体協議会から帰任する際、既に取締役金融法人部長となっていた横田良男の引きで金融法人部へ所属することとなった。横田は副社長に昇進して企画室長を退く際にも、後任に行平を据えた。
1978年、取締役に就任。専務時代に三菱重工転換社債事件が起こり、総会屋との交渉の中で一時期山一本社の取締役を外れ、ロンドンにあった山一インターナショナル会長へ転出した。
1987年に取締役副社長、1988年9月6日に社長就任。バブル崩壊後、株価暴落によって発生した含み損を適切に処理する判断を行わず、先送りを繰り返した。その中で他社名義であった損失まで自社に簿外損失として取り込んだこともあって簿外損失は2,000億円を超える額にまでふくらみ、最終的にそれが山一證券破綻の原因となった。
1992年6月26日、会長に就任。会長に就任後もそれまで使っていた社長室に居座り、実質的な決裁権限を握っていた。
1997年7月1日、日本証券業協会会長就任。就任時の記者会見で「山一には（総会屋への利益提供や飛ばしなどの）違法な取引はないと認識している」と述べたが、7月30日には小池隆一事件に絡む総会屋への利益提供容疑で東京地検特捜部と証券取引等監視委員会が山一本社などを強制捜査した。同年8月11日、利益供与事件の責任を取って、三木淳夫社長など他の経営陣と共に会長を退任。
1998年3月4日、同証券経営破綻の原因となった「飛ばし」処理による証券取引法違反、ならびに粉飾決算の容疑により逮捕・起訴され、2000年3月に懲役2年6ヶ月・執行猶予5年の有罪判決を受け、その刑罰が確定した。
2010年4月1日、東京都内の病院で死去。78歳没。